# Pteroptrix rolaspidis
Pteroptrix rolaspidis är en stekelart som först beskrevs av Prinsloo och Neser 1990.  Pteroptrix rolaspidis ingår i släktet Pteroptrix och familjen växtlussteklar. Inga underarter finns listade i Catalogue of Life.